# Peter Archambo

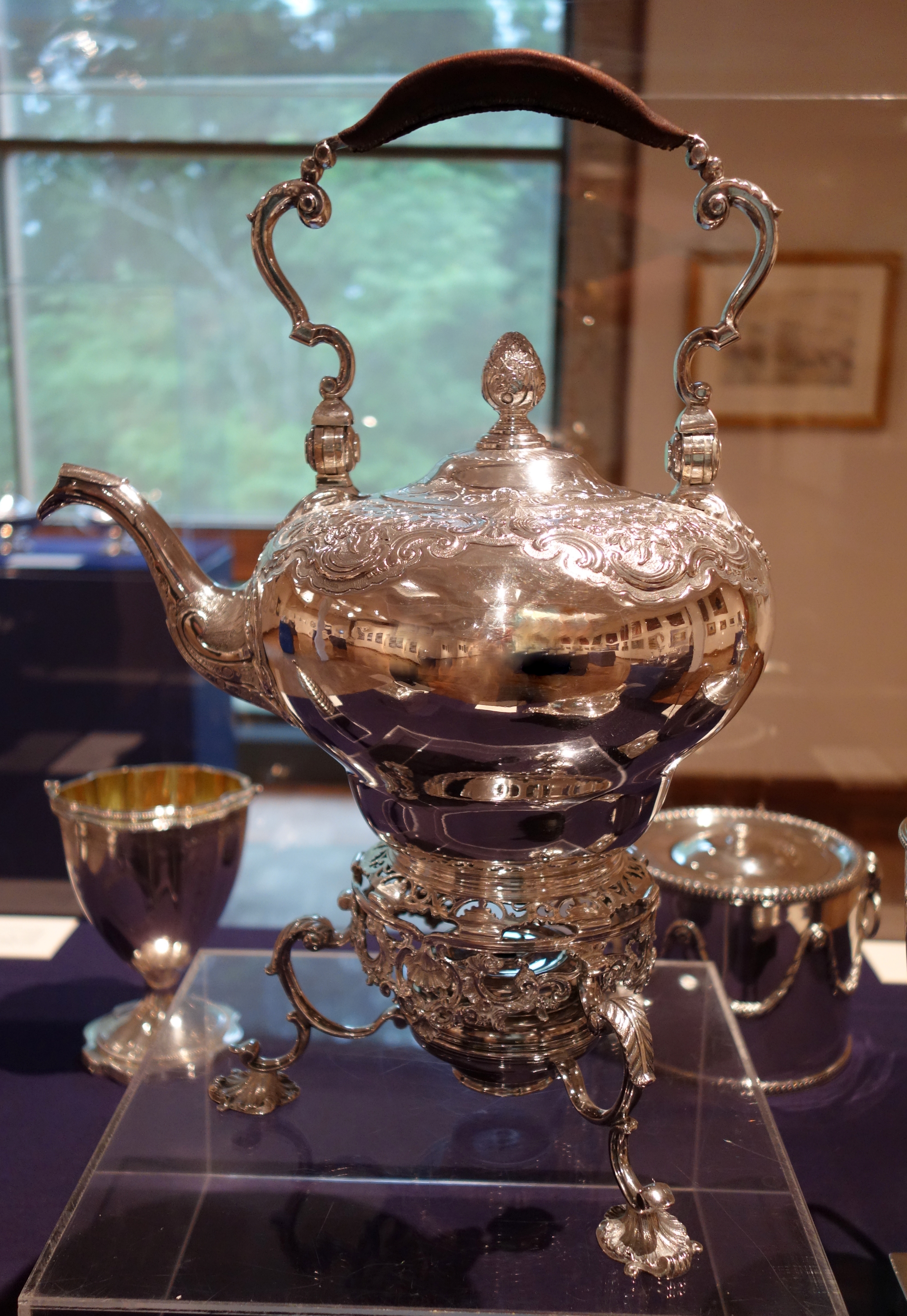
Kettle, Stand, and Burner, Peter Archambo I, British, 1740-1741, silver - Huntington Museum of Art - DSC05382

Peter Archambo (1699-1759), est un célèbre orfèvre huguenot de Londres,,,.

## Conservation
- Victoria and Albert Museum [5]
- Metropolitan Museum of Art [6]
- Institut d'art de Chicago [7]